# Florencio Gana
Florencio Gana Castro (Concepción, 1839-Santiago, 1911) fue un militar y político liberal chileno.

## Familia
Hijo de Rafael Gana y López y Benigna Castro Cruz. Bisnieto de Vicente de la Cruz y Bahamonde y primo del diplomático Domingo Gana Cruz y del escritor y crítico literario Pedro Nolasco Cruz Vergara.

### Estudios
Realizó sus estudios en el Liceo Enrique Molina Garmendia de Concepción para ingresar posteriormente a la Escuela Militar del Libertador Bernardo O'Higgins, donde egresó como teniente coronel en 1868.

### Carrera militar
Jefe del Estado Mayor del Ejército de Arauco (1870) y jefe del Ejército Pacificador de la Araucanía (1871). Durante la Guerra del Pacífico fue jefe político y militar de El Callao (1881) y general de brigada (1882), terminando como comandante general de armas de Santiago (1884).
Durante la Revolución de 1891 fue general en jefe del Ejército, participando en el bando golpista.

### Carrera política
Miembro del Partido Liberal Democrático, fue nombrado Gobernador de la Araucanía y Mulchén (1871) y Consejero de Estado (1872). Formó parte de la Delegación Universitaria en Talca (1887-1889).
Elegido Regidor de Santiago (1889) y Diputado por Bulnes y Yungay (1891-1894), integrando la comisión permanente de Educación y Beneficencia.